# مژدین تپه دده بیگلو
مژدین تپه دده بیگلو مربوط به دوره ساسانیان - سده‌های اولیه دوران‌های تاریخی پس از اسلام است و در شهرستان مشگین‌شهر، بخش مشکین شرقی، دهستان قره سو، روستای دده بیگلو واقع شده و این اثر در تاریخ ۱۲ دی ۱۳۸۶ با شمارهٔ ثبت ۲۰۳۴۲ به‌عنوان یکی از آثار ملی ایران به ثبت رسیده است.